# Rudolf Perak
Rudolf Perak, né le 29 mars 1891 à Vienne et mort le 3 décembre 1972  à Munich, est un compositeur autrichien, auteur notamment de nombreuses musiques de film.

## Biographie
Rudolf Perak reçoit une formation artistique au Mozarteum à Salzbourg. Il exerce ensuite comme maître de chapelle à la province impériale et royale, comme à Merano (Tyrol du Sud), mais aussi à Hambourg à l'Operettenhaus (en) et au Metropol Theater de Berlin. En outre, il a travaillé comme compositeur indépendant et a écrit des opérettes comme Frau im Frack, Der Page des Herzogs et Ein Mädel wie Du.
À l'aube du cinéma parlant, Perak a également été actif pour ce milieu et a écrit plusieurs œuvres musicales en collaboration avec d'autres compositeurs comme Robert Stolz, Nicholas Brodszky et Michael Jary. Il a écrit plusieurs musiques de films pour le couple formé par le réalisateur belge Jan Vanderheyden et Edith Kiel.
Si l'écriture de partitions pour des films de fiction ne représente qu'une faible proportion de son travail, la plus gros de son œuvre fut l'écriture de partitions pour des films documentaires et culturels (environ 300 pièces). Ainsi, il a écrit la musique de Josef Thorak, Werkstatt und Werk et de Arno Breker, deux films documentaires allemands réalisés par Hans Cürlis et Arnold Fanck et produit par Leni Riefenstahl. En outre, Perak a écrit la musique pour nombre de séries télévisées.

## Filmographie
| - 1932 : Der Prinz von Arkadien - 1933 : Hochzeit am Wolfgangsee - 1933 : Früchtchen (Csibi, der Fratz) - 1934 : Abenteuer im Südexpreß - 1934 : Der Meisterboxer - 1934 : Besuch am Abend - 1934 : Ich sehne mich nach Dir - 1935 : Hilde Petersen postlagernd - 1936 : Stjenka Rasin - 1936 : Stärker als Paragraphen - 1936 : Unser Kamerun (film documentaire) - 1937 : Signal in der Nacht - 1938 : Drie flinke kerels de Jan Vanderheyden - 1939 : Een engel van een man de Jan Vanderheyden - 1939 : 12 Minuten nach 12 - 1940 : Deutsche Waffenschmieden (film documentaire de court métrage) - 1941 : Die englische Krankheit (film documentaire de court métrage) - 1941 : Schwätzer oder Kerle? (film documentaire de court métrage) - 1942 : Antoon, de flierefluiter de Jan Vanderheyden - 1943 : Josef Thorak, Werkstatt und Werk de Hans Cürlis et Arnold Fanck (film documentaire) | - 1943 : Großstadtmelodie - 1944 : Arno Breker de Hans Cürlis et Arnold Fanck (film documentaire) - 1944 : Der Schneemann (court métrage d'animation) - 1950 : Abbiamo vinto - 1952 : Oh, du lieber Fridolin - 1952 : Beiderseits der Rollbahn (film documentaire) - 1953 : Die rote Linie (film documentaire) - 1954 : Schönes Alpenland (film documentaire) - 1954-56 : Gold aus Gletschern (film documentaire) - 1956 : Boevenprinses d'Edith Kiel - 1956 : Rendez-vous in het paradijs d'Edith Kiel - 1957 : Afrika ohne Gnade (film documentaire) - 1958 : Worüber man nicht spricht - 1958 : Zwischen Glück und Krone (film documentaire) - 1958 : Wieder aufgerollt : 'Der Nürnberger Prozess (film documentaire) - 1959 : Ein Herz braucht Liebe - 1960 : De duivel te slim d'Edith Kiel - 1961 : Seit 5.45 Uhr wird zurückgeschossen (film documentaire) - 1961 : De stille genieter d'Edith Kiel - 1970 : Skifreuden in den Dolomiten (film documentaire de court métrage) |